# Queets
Queets est une localité américaine à la frontière des comtés de Grays Harbor et Jefferson, dans l'État de Washington. Il est situé dans la réserve indienne des Quinaults.